# Великий Порск
Великий Порск (укр. Великий Порськ) — село в Голобской поселковой общине Ковельского района Волынской области Украины.
Код КОАТУУ — 0722188003. Население по переписи 2001 года составляет 272 человека. Почтовый индекс — 45091. Телефонный код — 3352. Занимает площадь 0,749 км².